# دانیل یورگلیت
دانیل یورگلیت (انگلیسی: Daniel Jurgeleit؛ زادهٔ ۱۵ دسامبر ۱۹۶۳) بازیکن فوتبال اهل آلمان است.
از باشگاه‌هایی که در آن بازی کرده‌است می‌توان به باشگاه فوتبال هولشتاین کیل و باشگاه فوتبال آینتراخت برانشوایگ اشاره کرد.